# Калулуши
Калулу́ши (англ. Kalulushi) — город в центральной Замбии, в провинции Меденосный пояс. Население — 66 575 (2006, оценка).

## География
Город расположен недалеко от границы с Конго, в 280 км к северу от столицы страны Лусаки, в 14 км к западу от Китве, у ближайшей железнодорожной станции. Связан дорогами с городами меденосного пояса: Китве, Луаншья, Чингола.

## История
Основан в 1952 году как город для проживания рабочих ближайшего рудника по добыче кобальта и меди Чилубульма (англ. Chilubulma).  Главное предприятие — «Zambia Consolidated Copper Mines» — занимается добычей цветных металлов.

## Экономика
Главная отрасль экономики — цветная металлургия (добыча меди, кобальта, селена). Пищевая, лесная промышленность, химическая промышленность (производство пластмасс).

## Окружающая среда
Западнее Калулуши находится лесной заповедник Чати (англ. Chati Forest Reserve), на территории которого произрастают эвкалипты, тропическая сосна (лат. Pinus tropicalis) и другие виды экзотических растений, древесина которых используется местной промышленностью.